# Municipio de Comstock (Míchigan)
El municipio de Comstock (en inglés: Comstock Township) es un municipio ubicado en el condado de Kalamazoo en el estado estadounidense de Míchigan. En el año 2010 tenía una población de 14854 habitantes y una densidad poblacional de 162,7 personas por km².

## Geografía
El municipio de Comstock se encuentra ubicado en las coordenadas 42°17′19″N 85°28′12″O / 42.28861, -85.47000. Según la Oficina del Censo de los Estados Unidos, el municipio tiene una superficie total de 91.3 km², de la cual 86.28 km² corresponden a tierra firme y (5.49%) 5.02 km² es agua.

## Demografía
Según el censo de 2010, había 14854 personas residiendo en el municipio de Comstock. La densidad de población era de 162,7 hab./km². De los 14854 habitantes, el municipio de Comstock estaba compuesto por el 88.06% blancos, el 5.59% eran afroamericanos, el 0.48% eran amerindios, el 1.86% eran asiáticos, el 0.09% eran isleños del Pacífico, el 1.02% eran de otras razas y el 2.92% pertenecían a dos o más razas. Del total de la población el 2.97% eran hispanos o latinos de cualquier raza.